# Poiana Tășad
Poiana Tășad – wieś w Rumunii, w okręgu Bihor, w gminie Copăcel. W 2011 roku liczyła 142 mieszkańców.